# Takashi Shimura
Takashi Shimura (志村 喬) (Ikuno, 12 marzo 1905 – Tokyo, 11 febbraio 1982) è stato un attore giapponese.

## Biografia
Nato ad Ikuno, nella prefettura di Hyōgo (nella regione del Kansai), studiò presso l'Università del Kansai. Uno dei suoi primi ruoli fu in Elegia di Osaka (Naniwa erejî, 1936) di Kenji Mizoguchi. Dopo Toshirō Mifune e Tatsuya Nakadai, Shimura è senz'altro l'attore associato di più alla figura di Akira Kurosawa.
Shimura appare infatti in molti dei migliori film di Kurosawa, spesso in ruoli principali, come ne I sette samurai (in cui è il leader dei sette, Kambei Shimada), in Rashomon (il taglialegna), in Vivere (il protagonista, Kenji Watanabe), Cane randagio (Sato) e L'angelo ubriaco (il dottor Sanada), per citarne alcuni. L'ultimo film di Kurosawa in cui è apparso è Kagemusha - L'ombra del guerriero (1980), in un ruolo scritto per l'amico attore dal regista. Alcune scene in cui appare furono tagliate nella versione occidentale del film e solo nella versione del Criterion Collection sono state reinserite. In Italia la versione distribuita in DVD è quella tagliata.
Al di fuori della sterminata produzione di Kurosawa, Shimura è conosciuto per i suoi ruoli in molti film di mostri giapponesi ("Kaijū eiga"), tra i quali lo scienziato Kyohei Yamane dei primi due film di Godzilla, ovvero, appunto Godzilla e Il re dei mostri. Shimura morì per enfisema all'età di 77 anni, a Tokyo.

## Filmografia
- Elegia di Osaka (Naniwa erejî), regia di Kenji Mizoguchi (1936)
- Sanshiro Sugata (Sugata Sanshirō), regia di Akira Kurosawa (1943)
- Lo spirito più elevato (Ichiban utsukushiku), regia di Akira Kurosawa (1944)
- Gli uomini che mettono il piede sulla coda della tigre (Tora no o o fumu otokotachi), regia di Akira Kurosawa (1945)
- Asu o tsukuru hitobito, regia di Akira Kurosawa, Hideo Sekigawa e Kajirō Yamamoto (1946)
- Non rimpiango la mia giovinezza (Waga seishun ni kuinashi), Akira Kurosawa (1946)
- L'angelo ubriaco (Yoidore tenshi), regia di Akira Kurosawa (1948)
- Cane randagio (Nora inu), regia di Akira Kurosawa (1949)
- Scandalo (Sukyandaru), regia di Akira Kurosawa (1950)
- Rashomon (羅生門), regia di Akira Kurosawa (1950)
- L'idiota (Hakuchi), regia di Akira Kurosawa (1951)
- Vivere (Ikiru), regia di Akira Kurosawa (1952)
- I sette samurai (Shichinin no Samurai) (Shimada Kambei), regia di Akira Kurosawa (1954)
- Godzilla (Gojira), regia di Ishirō Honda (1954)
- Il re dei mostri (Gojira no Gyakushū), regia di Motoyoshi Oda (1955)
- Otoko arite, regia di Seiji Maruyama (1955)
- I misteriani (地球防衛軍 Chikyū bōeigun), regia di Ishirō Honda (1957)
- Il trono di sangue (Kumonosu-jō), regia di Akira Kurosawa (1957)
- La fortezza nascosta (Kakushi-toride no san-akunin), regia di Akira Kurosawa (1958)
- I cattivi dormono in pace (Warui yatsu hodo yoku), regia di Akira Kurosawa (1960)
- La sfida del samurai (Yōjinbō), regia di Akira Kurosawa (1961)
- Mosura (モスラ?), regia di Ishirō Honda (1961)
- Gorath (妖星ゴラス, Yosei Gorasu), regia di Ishirō Honda (1962)
- Anatomia di un rapimento (Tengoku to jigoku), regia di Akira Kurosawa (1963)
- Ghidorah! Il mostro a tre teste (San Daikaijū: Chikyū Saidai no Kessen), regia di Ishirō Honda (1964)
- Frankenstein alla conquista della Terra (フランケンシュタイン対地底怪獣バラゴン Furankenshutain tai chitei kaijû Baragon), regia di Ishirō Honda (1965)
- Barbarossa (赤ひげ?, Akahige), regia di Akira Kurosawa (1965)
- Utage, regia di Heinosuke Gosho (1967)

## Doppiatori italiani
- Mimmo Palmara in L'angelo ubriaco (doppiaggio tardivo), Cane randagio (doppiaggio tardivo), Vivere (doppiaggio tardivo), I sette samurai (ridoppiaggio), La fortezza nascosta (1º ridoppiaggio)
- Raffaele Uzzi in Testimonianza di un essere vivente (doppiaggio tardivo), La fortezza nascosta (2º ridopiaggio), La sfida del samurai (ridoppiaggio)
- Giorgio Capecchi in I sette samurai, Anatomia di un rapimento
- Bruno Persa in Godzilla, Il trono di sangue
- Saverio Indrio in Cane randagio (ridoppiaggio), I cattivi dormono in pace (doppiaggio tardivo)
- Giorgio Piamonti in Rashomon
- Carlo D'Angelo in Il re dei mostri
- Amilcare Pettinelli in I misteriani
- Antonio Guidi in Barbarossa (doppiaggio tardivo)